# Nakagyō-ku
Nakagyō-ku (中京区?) è uno degli 11 quartieri della città di Kyoto, in Giappone. Un tempo era conosciuto con il nome di Mibu, lì vennero fondati i Miburo il gruppo che si sviluppò diventando quello dei Shinsengumi.